# Camponotus detritus
Camponotus detritus är en myrart som beskrevs av Carlo Emery 1886. Camponotus detritus ingår i släktet hästmyror, och familjen myror. Inga underarter finns listade.